# وسلی مودی
 وسلی مودی (انگلیسی: Wesley Moodie؛ زاده ۱۴ فوریهٔ ۱۹۷۹) یک تنیس‌باز اهل آفریقای جنوبی است.